# Yonggo
El Yonggo és un instrument musical coreà de doble membrana, aquestes són fetes de pell. Està equipat amb una corda que permet al percussionista penjar-lo de la seva espatlla permetent així percudir les dues cares amb un parell de baquetes.
Es tracta d'una de les classes de buk (tambor) coreans, sovint anomenat "dragon drum" ("tambor del drac"), a causa del drac que té pintat a la seva closca, que s'utilitza en el "daechwita", un gènere de la música tradicional coreana. El yonggo s'utilitza en l'actualitat en la música processional militar i també com a acompanyament per al cant narratiu popular.